# Prinerigone aethiopica
Prinerigone aethiopica är en spindelart som först beskrevs av Albert Tullgren 1910.  Prinerigone aethiopica ingår i släktet Prinerigone och familjen täckvävarspindlar. Inga underarter finns listade i Catalogue of Life.